# Team

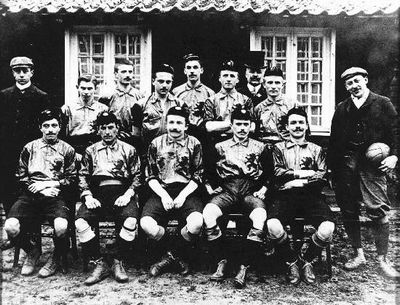
Voorbeeld van een sportploeg: het Belgische voetbalelftal in 1905

Een ploeg of team (verwant aan het Nederlandse woord toom, een groep gezamenlijk werkende dieren) is een (beperkt) aantal mensen (een groep) dat bij elkaar is gebracht om één gemeenschappelijk doel te verwezenlijken en dat het in grote lijnen eens is over de weg naar dit doel. Naast een gemeenschappelijk doel en een gedeelde visie over de aanpak, dienen de verschillende teamleden elkaar aan te vullen. Voor het goed functioneren van een team dienen er leden in het team te worden opgenomen die in meerdere of mindere mate dezelfde individuele belangen hebben, kortom: het teambelang dient te stroken met de verschillende individuele belangen. Verder dient er sprake te zijn van een gedeelde verantwoordelijkheid en aansprakelijkheid. Meredith Belbin heeft hiertoe een model ontwikkeld met negen teamrollen.
Essentieel is, dat met een team gepoogd wordt synergie te bereiken, men probeert te bewerkstelligen dat het geheel meer is dan louter de som der delen. Samenwerking staat centraal bij het fungeren in een team. 'Twee weten meer dan één' en 'Samen staan we sterker' zijn gevleugelde uitspraken, welke van toepassing zijn op samenwerking en het fungeren in een team.
Heikel punt bij het fungeren in een team is dat het teambelang, het gemeenschappelijk doel, niet altijd parallel loopt met de verschillende individuele belangen. Dan wordt duidelijk dat het geheel in essentie toch een verzameling der delen is. Binnen een team is open communicatie belangrijk, bijvoorbeeld om het effect groepsconformisme tegen te gaan.

## Voorbeelden
Concrete voorbeelden van teams zijn sportploegen en managementteams. In militaire terminologie heeft 'team' de specifieke betekenis van een eenheid op niveau 4+.

## Afgeleide term
Een afgeleide term is teamwork, waarmee gedoeld wordt op de prestatie van het team, eerder dan de opgetelde individuele prestaties.